# Energía térmica

La temperatura de un gas ideal monoatómico es una medida relacionada con la energía cinética promedio de sus moléculas al moverse. En esta animación, la relación del tamaño de los átomos de helio respecto a su separación se conseguiría bajo una presión de 1950 atmósferas. Estos átomos a temperatura ambiente tienen una cierta velocidad media (aquí reducida dos billones de veces).

La energía térmica o energía calorífica es la parte de la energía interna de un sistema termodinámico en equilibrio que se proporciona a su temperatura absoluta y se incrementa o disminuye por transferencia de energía, generalmente en forma de calor o trabajo, en procesos termodinámicos.

## Introducción
En 1809 Thomas Young acuñó el término energía y en 1852 Lord Kelvin propuso su uso en termodinámica. El concepto energía interna y su símbolo {\displaystyle U} aparecieron por primera vez en los trabajos de Rudolph Clausius y William Rankine, en la segunda mitad del siglo XIX, y con el tiempo sustituyó a los términos trabajo interior, trabajo interno y energía intrínseca empleados habitualmente en esa época. James Prescott Joule introduciría las definiciones de calor latente y calor sensible.
La energía térmica representa la energía interna total de un objeto: la suma de sus energías moleculares potencial y cinética. Cuando dos objetos con diferentes temperaturas se ponen en contacto, se transfiere energía de uno a otro. Por ejemplo, si se dejan caer carbones calientes en un recipiente con agua, la energía térmica se transferirá de los carbones al agua hasta que el sistema alcance una condición estable llamada equilibrio térmico.
En termodinámica, la energía térmica también conocida como energía interna de un sistema es la suma de las energías cinéticas de todas sus partículas constituyentes, más la suma de todas las energías potenciales de interacción entre ellas. La energía cinética y potencial son formas microscópicas de energía, es decir, se relacionan con la estructura molecular de un sistema y el grado de la actividad molecular, y son independientes de los marcos de referencia externos; por ello es importante aclarar que la energía interna no incluye la energía potencial debida a la interacción entre el sistema y su entorno, por lo tanto, la energía interna de una sustancia no incluye la energía que esta puede poseer como resultado de su posición macroscópica o su movimiento.
De acuerdo con la teoría atómica, la energía térmica representa energía cinética de moléculas que se mueven rápidamente. La elevación de temperatura corresponde a un incremento en la energía cinética promedio de las moléculas. Como la energía térmica representa la energía de átomos y moléculas que constituyen un objeto, a menudo se le llama energía interna. Desde el punto de vista atómico, la energía interna puede incluir no solo la energía cinética de las moléculas, sino también la energía potencial (generalmente de naturaleza eléctrica) debido a las posiciones relativas de los átomos dentro de las moléculas. A un nivel macroscópico, la energía interna corresponde a fuerzas no conservativas como la fricción. Al nivel atómico, sin embargo, la energía es parcialmente cinética y potencial, y las fuerzas correspondientes son conservativas.
Se usa el símbolo {\displaystyle U} para la energía interna. Durante un cambio de estado del sistema, la energía interna podría cambiar de un valor inicial {\displaystyle U_{1}} a uno ﬁnal {\displaystyle U_{2}}. El cambio en energía interna se denota como {\displaystyle \Delta U=U_{2}-U_{1}}.
Cuando se agrega cierta cantidad de calor {\displaystyle Q} a un sistema y este no realiza trabajo durante el proceso (por lo que {\displaystyle W=0}), la energía interna aumenta en una cantidad igual a {\displaystyle Q}; es decir, {\displaystyle \Delta U=Q}. Cuando el sistema efectúa un trabajo {\displaystyle W} expandiéndose contra su entorno y no se agrega calor durante ese proceso, sale energía del sistema y disminuye la energía interna: {\displaystyle W} es positivo, {\displaystyle Q} es cero y este no realiza trabajo durante el proceso (por lo que {\displaystyle W=0}), la energía interna aumenta en una cantidad igual a {\displaystyle Q}; es decir, {\displaystyle \Delta U=-W}. 
Si hay tanto transferencia de calor como trabajo, el cambio total de energía interna es:
{\displaystyle U_{2}-U_{1}=\Delta U=Q-W}  (Primera ley de la termodinámica)
Esto puede reacomodarse de la siguiente manera:
{\displaystyle Q=\Delta U+W}
Esto significa que cuando se agrega calor {\displaystyle Q} a un sistema, una parte de esta energía agregada permanece en el sistema, modiﬁcando su energía interna en una cantidad {\displaystyle \Delta U}; el resto sale del sistema cuando este efectúa un trabajo {\displaystyle W} contra su entorno. Puesto que W y Q pueden ser positivos, negativos o cero, {\displaystyle \Delta U} puede ser positiva, negativa o cero para diferentes procesos. La primera ley de la termodinámica es una generalización del principio de conservación de la energía para incluir la transferencia de energía como calor y como trabajo mecánico.

## Enfoque termodinámico
En el análisis termodinámico, con frecuencia es útil considerar dos grupos para las diversas formas de energía que conforman la energía total de un sistema: macroscópicas y microscópicas. Las formas macroscópicas de energía son las que poseen un sistema como un todo en relación con cierto marco de referencia exterior, como las energías cinética y potencial.  Las formas microscópicas de energía son las que se relacionan con la estructura molecular de un sistema y el grado de la actividad molecular, y son independientes de los marcos de referencia externos. La suma de todas las formas microscópicas de energía se denomina energía interna de un sistema y se denota mediante {\displaystyle U}. 
Para comprender mejor la energía interna, los sistemas se examinan a nivel molecular. Las moléculas de gas se mueven en el espacio con cierta velocidad; por lo tanto, poseen algo de energía cinética. Esto se conoce como energía de traslación. Los átomos de las moléculas poliatómicas rotan respecto a un eje y la energía relacionada con esta rotación es la energía cinética de rotación. Los átomos de este tipo de moléculas podrían vibrar respecto a su centro de masa común, entonces la energía de este movimiento de “vaivén” sería la energía cinética vibratoria. Para los gases, la energía cinética se debe sobre todo a los movimientos de traslación y rotación, en los que el movimiento vibratorio se vuelve significativo a altas temperaturas. Los electrones en un átomo giran en torno al núcleo y, por lo tanto, poseen energía cinética rotacional. Los electrones de órbitas exteriores tienen energías cinéticas más grandes. Como estas partículas también giran en torno a sus ejes, la energía relacionada con este movimiento es la energía de giro (espín). Las otras partículas que están ubicadas en el núcleo de un átomo también poseen energía de giro. La porción de la energía interna de un sistema relacionada con la energía cinética de las moléculas se llama energía sensible (o energía cinética de las moléculas). La velocidad promedio y el grado de actividad de las moléculas son proporcionales a la temperatura del gas, por lo que a temperaturas más elevadas las moléculas poseen energías cinéticas superiores y, como consecuencia, el sistema tiene una energía interna más alta. La energía interna también se relaciona con diversas fuerzas de enlace entre las moléculas de una sustancia, entre los átomos dentro de una molécula y entre las partículas al interior de un átomo y su núcleo. Las fuerzas que unen a las moléculas entre sí son, como se esperaría, más intensas en los sólidos y más débiles en los gases. Si se agrega suficiente energía a las moléculas de un sólido o de un líquido, estas vencen las fuerzas moleculares y se separan, de modo que la sustancia se convierte en un gas; este es un proceso de cambio de fase. Debido a la energía agregada, un sistema en la fase gaseosa se encuentra en un nivel más alto de energía interna que el de la fase sólida o líquida. La energía interna relacionada con la fase de un sistema se llama energía latente. El proceso de cambio de fase puede ocurrir sin que se modifique la composición química de un sistema.  La mayor parte de los problemas reales caen dentro de esta categoría, por lo que no es necesario prestar atención a las fuerzas de enlace de los átomos en una molécula. Un átomo en su núcleo tiene neutrones y protones con carga positiva enlazados entre sí mediante intensas fuerzas del flujo de calor, además de electrones cargados negativamente orbitando a su alrededor. La energía interna relacionada con los enlaces atómicos en una molécula se llama energía química. Durante una reacción química, por ejemplo un proceso de combustión, algunos enlaces químicos se destruyen y otros se forman, lo que da como resultado que la energía interna experimente un cambio. Las fuerzas nucleares son mucho mayores que las que unen a los electrones con el núcleo. Esta enorme cantidad de energía relacionada con los fuertes enlaces dentro del núcleo del átomo se llama energía nuclear.

## Energía interna de un gas ideal
La energía cinética de traslación  {\displaystyle E_{c}} de las moléculas de un gas ideal está relacionada con la temperatura absoluta T.
{\displaystyle E_{c}={\frac {3}{2}}nRT}
en donde n es el número de moles del gas y R, la constante universal de los gases. Si se considera que esta energía de traslación constituye toda la energía interna del gas entonces {\displaystyle U=E_{c}}:
{\displaystyle U={\frac {3}{2}}nRT}
En este caso la energía interna de un gas ideal depende solo de su temperatura y del número de moles, no de su presión ni de su volumen. Si las moléculas, además de la energía cinética de traslación, tienen otros tipos de energía tales como la energía de rotación, la energía interna será mayor que la expresada por la ecuación anterior. Sin embargo, de acuerdo con el teorema de equipartición, la energía media asociada con cualquier grado de libertad será  {\displaystyle {\frac {1}{2}}kT} por molécula o  {\displaystyle {\frac {1}{2}}RT}  por mol, de modo que de nuevo, la energía interna dependerá solo de la temperatura y no del volumen ni la presión.

## Distinción entre temperatura, calor, energía cinética macroscópica y energía interna
La teoría cinética permite hacer una clara distinción entre temperatura, calor y energía interna. La temperatura (en kelvin) es una medida del promedio de energía cinética de moléculas individuales. La energía interna se refiere a la energía total de las moléculas dentro del objeto. Así, dos lingotes de hierro calientes de igual masa pueden tener la misma temperatura; sin embargo, dos lingotes tienen el doble de energía interna que uno solo.
El calor se refiere a una transferencia de energía de un objeto a otro como resultado de una diferencia en temperatura. La dirección del flujo de calor entre dos objetos depende de sus temperaturas, no de cuánta energía tenga cada uno. De esta forma, si 50 g de agua a 30 °C se ponen en contacto (o se mezclan) con 200 g de agua a 25 °C,el calor fluye del agua a 30 °C al agua a 25 °C, aun cuando la energía interna del agua a 25 °C sea mucho mayor puesto que hay mayor cantidad de ella.
También se debe hacer una distinción entre la energía cinética macroscópica de un objeto como un todo y las energías cinéticas microscópicas de sus moléculas, las cuales constituyen la energía interna del objeto. La energía cinética de un objeto es una forma organizada de energía relacionada con el movimiento ordenado de las moléculas en una dirección con trayectoria recta o alrededor de un eje. En cambio, las energías cinéticas de las moléculas son completamente aleatorias y muy desorganizadas.

## Transferencia de energía térmica
Hay tres mecanismos fundamentales de transferencia de energía térmica: conducción, convección y radiación.
- Conducción es la transmisión de energía en forma de calor desde una parte de un cuerpo a otra del mismo cuerpo, o bien, desde un cuerpo a otro que esté en contacto físico con él, sin desplazamiento apreciable de las partículas del cuerpo.
- Convección es la transmisión de calor desde un punto a otro dentro de un fluido, un gas o un líquido, mediante la mezcla de una porción del fluido con otra. En la convección natural, el movimiento del fluido se debe totalmente a diferencias de densidad como resultado de diferencias de temperatura; en la convección forzada, el movimiento se produce por medios mecánicos. Cuando la velocidad forzada es relativamente baja, se debe entender que los factores de convección libre como las diferencias de temperatura y densidad, pueden tener una influencia importante.
- Radiación es la transmisión de energía térmica desde un cuerpo a otro, que no se encuentra en contacto con él, por medio del movimiento de ondas a través del espacio.[5]

En todos los mecanismos de transmisión de calor, la velocidad de enfriamiento de un cuerpo es aproximadamente proporcional a la diferencia de temperatura que existe entre el cuerpo y el medio que le rodea. Este hecho se conoce con el nombre de ley de enfriamiento de Newton.
En muchas situaciones reales, los tres mecanismos de transferencia del calor se presentan simultáneamente, aunque alguno de ellos puede ser más dominante que los otros.